# 요시우미정
요시우미정(吉海町)은 에히메현 도요지방에 위치했던 정이다. 

## 지리
게이요쇼토, 오시마의 서부에 위치한다.

## 역사
- 1889년 12월 15일 - 정촌제 시행에 수반해 오야마촌, 가메야마촌, 우즈우라촌이 성립하였다.
- 1899년 7월 1일 - 가메야마촌에서 쓰쿠라촌이 분촌하였다.
- 1954년 3월 31일 - 쓰쿠라촌, 오야마촌, 가메야마촌, 우즈우라촌이 합병해 요시우미정이 되었다.
- 2005년 1월 16일 - 이마바리시, 오치군 아사쿠라촌, 나미카타정, 오니시정, 기쿠마정, 다마가와정, 미야쿠보정, 하카타정, 가미우라정, 오미시마정, 세키젠촌이 합병해 새로운 이마바리시가 되어 요시우미정은 소멸하였다.

## 교통

### 도로
- 니시세토 자동차도
- 국도 317호선